# Markoušovice

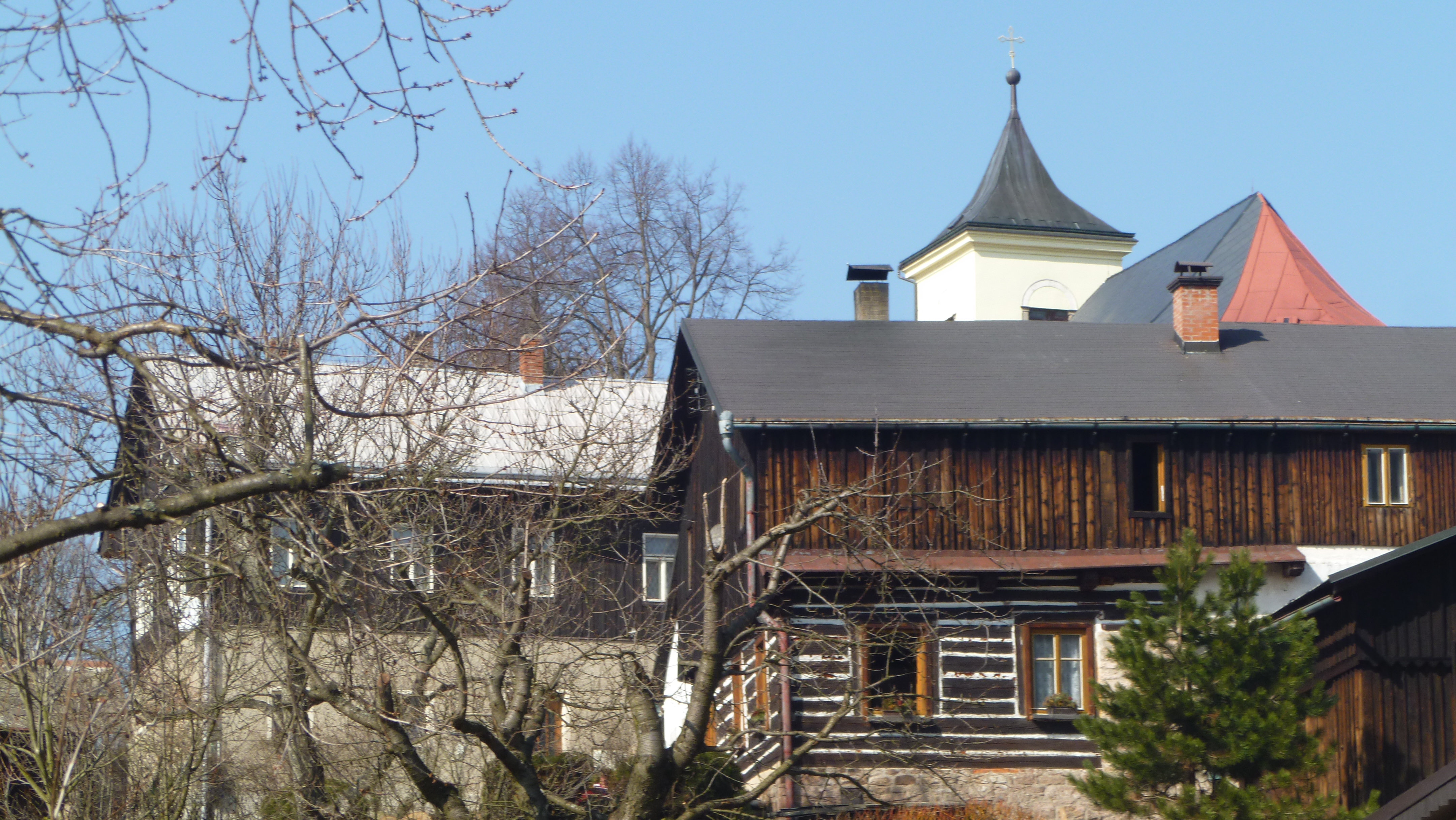
Ortszentrum von Markoušovice

Markoušovice (deutsch Markausch) ist ein Ortsteil der Gemeinde Velké Svatoňovice (deutsch Groß Schwadowitz) im Okres Trutnov der Tschechischen Republik.

## Geographische Lage
Markoušovice befindet sich unweit vom Habichtsgebirges in der Hertiner Furche (Rtyňská brázda). In der Nähe des Ortes erhebt sich der Žaltman (739 m).

## Geschichte
1542 wurde der Ort erstmals urkundlich erwähnt. In der Nähe des Ortes befand sich die deutsch-tschechische Sprachgrenze.
Ab 1938/39 lag Markoušovice als eine selbstständige Gemeinde im Reichsgau Sudetenland, Landkreis Trautenau, Regierungsbezirk Aussig. Hier lebten im Jahre 1939 415 Einwohner. Nach Ende des Zweiten Weltkrieges 1945 mussten die meisten deutschen Bewohner des Ortes diesen zwangsweise räumen und die Tschechoslowakei für immer verlassen. Die Gemeinde wurde nach Markoušovice eingemeindet. Letzterer Ort wurde wiederum 1976 nach Velké Svatoňovice eingemeindet.

## Sehenswürdigkeiten
- Barockkirche von 1771/1787